# Valdemunitella valdemunita
Valdemunitella valdemunita är en mossdjursart som först beskrevs av Walter Douglas Hincks 1885.  Valdemunitella valdemunita ingår i släktet Valdemunitella och familjen Calloporidae. Inga underarter finns listade i Catalogue of Life.